# Cameron Meredith
Cameron Meredith (* 21. September 1992 in Westchester, Illinois) ist ein US-amerikanischer American-Football- und Canadian-Football-Spieler auf der Position des Wide Receivers. Er spielt aktuell für die Winnipeg Blue Bombers in der Canadian Football League (CFL). Zuvor stand er bei den Chicago Bears, den New Orleans Saints sowie den New England Patriots in der National Football League (NFL) unter Vertrag.

## College
Meredith besuchte die Illinois State University und spielte für deren Mannschaft, die Redbirds, erfolgreich College Football. Wurde er zunächst als Backup-Quarterback aufgeboten, so kam er danach zwei Spielzeiten lang als Wide Receiver zum Einsatz, wobei er 1431 Yards erlaufen und 14 Touchdowns erzielen konnte.

## NFL

### Chicago Bears
Meredith fand beim NFL Draft 2015 keine Berücksichtigung, wurde aber danach von den Chicago Bears als Free Agent unter Vertrag genommen. Durch seine in der Vorbereitung gezeigten Leistungen schaffte er es ins Team und kam in seiner Rookie-Saison in 11 Partien zum Einsatz. In der Saison 2016 gelangen ihm seine ersten Touchdowns, und mit 66 Passfängen und 888 erlaufenen Yards war er der erfolgreichste Receiver seines Teams.
Im letzten Vorbereitungsspiel der Preseason 2017 zog er sich eine schwere Knieverletzung zu, wodurch er für die gesamte Saison ausfiel.

### New Orleans Saints
Im April 2018 unterschrieb Meredith bei den New Orleans Saints einen Zweijahresvertrag in Höhe von 9,6 Millionen US-Dollar. Er bestritt in der Spielzeit 2018 sechs Spiele, wobei ihm bei insgesamt neun Passfängen ein Touchdown gelang, musste aber Anfang November auf die Injured Reserve List gesetzt werden.
Am 29. Juli 2019 wurde Meredith von den Saints entlassen.

### New England Patriots
Nur wenige Tage später wurde er von den New England Patriots unter Vertrag genommen, die nach den Verletzungen von Julian Edelman und Demaryius Thomas sowie der Sperre von Josh Gordon akuten Handlungsbedarf erkannten. Er kam jedoch aufgrund von Knieproblemen in keiner Partie zum Einsatz und wurde Anfang Oktober bereits wieder entlassen.

## CFL
Nachdem er 2020 kein Team gefunden hatte, wechselte er im Sommer 2021 in die Canadian Football League (CFL), wo er einen Vertrag bei den Winnipeg Blue Bombers unterschrieb.